# Arístides Mestres
Arístides Mestres y Oñós (Barcelona, 1850-Montmeló, 1899) fue un escritor español.

## Biografía
Nació en 1850 en Barcelona, hijo de José Oriol Mestres. En el semanario La Esquella de la Torratxa publicó con el seudónimo «Miquelet» una colección de cuentos catalanes, y después con el de «Martín Ricart» el volumen Cuentos y fábulas y la novela castellana El telescopio.
En el diario La Vanguardia escribió varios artículos sobre armas. Dibujó algunos trabajos de ornamentación para armeros de Vizcaya, entre aquellos un plato-rodela que presentó Beristain en la Exposición Universal de Barcelona y que fue premiado con medalla de oro. Escribió una obra de esgrima titulada El sable, el florete y la espada española, y en prensa Los misterios de las praderas, segunda parte de los Tiradores de Alert-Ville. Era hermano de Apeles Mestres. Falleció el 29 de agosto de 1899 en Montmeló.

## Obras
- Poemas, fábulas, cuentos, novelas. Cuadros de la escola realista catalana moderna. Barcelona, imp. de Obradors, 1880.[1]
- Cuentos de la juventud. Barcelona, imp. de La Renaixensa, 1875.[1]
- Historia de unos emigrantes.[1]
- Los viajeros del Far-West.[1]
- Los tiradores de Alert-Ville, Barcelona, imp. de J. Tarrall y C.ª, sin fecha, con grabados del autor.[1]